# Acropsilus opipara
Acropsilus opipara är en tvåvingeart som först beskrevs av Wei 2006.  Acropsilus opipara ingår i släktet Acropsilus och familjen styltflugor. Inga underarter finns listade i Catalogue of Life.